# Пјобико (Мачерата)
Пјобико (итал. Piobbico) насеље је у Италији у округу Мачерата, региону Марке.
Према процени из 2011. у насељу је живело 58 становника. Насеље се налази на надморској висини од 730 м.